# Station Brøttum
Station Brøttum is een station in Brøttum in de gemeente Ringsaker in fylke Innlandet in Noorwegen. Het stationsgebouw dateert uit 1884 en is een ontwerp van Paul Due. Het station werd in 1988 gesloten voor personenvervoer. Het is nog wel in gebruik als passeerspoor. 
Bij het station stond in het verleden een pakhuis dat ook ontworpen was door Due. Dit is afgebroken en opnieuw opgebouwd in het museum Maihaugen in Lillehammer.